# Thermophis
Thermophis – rodzaj węży z podrodziny ślimaczarzy (Dipsadinae) w rodzinie połozowatych (Colubridae).

## Zasięg występowania
Rodzaj obejmuje gatunki występujące endemicznie w Chinach. 

## Systematyka

### Etymologia
Thermophis: gr. θερμος thermos „ciepły, gorący”; οφις ophis, οφεως opheōs „wąż”.

### Podział systematyczny
Do rodzaju należą następujące gatunki:
- Thermophis baileyi (Wall, 1907)
- Thermophis shangrila Peng, Lu, Huang, Guo & Zhang, 2014
- Thermophis zhaoermii Guo, Liu, Feng & He, 2008